# (52308) Hanspeterröser
(52308) Hanspeterroser, désignation internationale (52308) Hanspeterröser, est un astéroïde de la ceinture principale.

## Description
(52308) Hanspeterroser est un astéroïde de la ceinture principale. Il fut découvert le 7 octobre 1991 à Tautenburg par Lutz Dieter Schmadel et Freimut Börngen. Il présente une orbite caractérisée par un demi-grand axe de 3,04 UA, une excentricité de 0,16 et une inclinaison de 3,8° par rapport à l'écliptique.

## Compléments